# مدار ۵۱ درجه شمالی
مدار ۵۱ درجه شمالی، دایره‌ای از عرض جغرافیایی است که در ۵۱ درجهٔ شمالی خط استوا  قرار دارد.

## گذر از مناطق
از نصف‌النهار مبدأ (just north of the Sheffield Park Garden in ساسکس شرقی, انگلستان) شروع می‌شود و به سمت مشرق ۵۱ درجه شمالی از موارد زیر گذر می‌کند:
| مختصات‌ها                                             | کشور، قلمرو یا دریا | توضیحات |
| ---------------------------------------------------- | ------------------- | --- |
| ۵۱°۰′ شمالی ۰°۰′ شرقی / ۵۱٫۰۰۰°شمالی ۰٫۰۰۰°شرقی      | بریتانیا            | انگلستان |
| ۵۱°۰′ شمالی ۰°۵۸′ شرقی / ۵۱٫۰۰۰°شمالی ۰٫۹۶۷°شرقی     | تنگه دوور           | |
| ۵۱°۰′ شمالی ۲°۰′ شرقی / ۵۱٫۰۰۰°شمالی ۲٫۰۰۰°شرقی      | فرانسه              | |
| ۵۱°۰′ شمالی ۲°۳۴′ شرقی / ۵۱٫۰۰۰°شمالی ۲٫۵۶۷°شرقی     | بلژیک               | |
| ۵۱°۰′ شمالی ۵°۴۶′ شرقی / ۵۱٫۰۰۰°شمالی ۵٫۷۶۷°شرقی     | هلند                | حدود 10 km (Province of لیمبورخ (هلند))                                                                             |
| ۵۱°۰′ شمالی ۵°۵۴′ شرقی / ۵۱٫۰۰۰°شمالی ۵٫۹۰۰°شرقی     | آلمان               | |
| ۵۱°۰′ شمالی ۱۴°۱۵′ شرقی / ۵۱٫۰۰۰°شمالی ۱۴٫۲۵۰°شرقی   | جمهوری چک           | |
| ۵۱°۰′ شمالی ۱۴°۳۴′ شرقی / ۵۱٫۰۰۰°شمالی ۱۴٫۵۶۷°شرقی   | آلمان               | |
| ۵۱°۰′ شمالی ۱۴°۵۵′ شرقی / ۵۱٫۰۰۰°شمالی ۱۴٫۹۱۷°شرقی   | لهستان              | حدود 4 km |
| ۵۱°۰′ شمالی ۱۴°۵۸′ شرقی / ۵۱٫۰۰۰°شمالی ۱۴٫۹۶۷°شرقی   | جمهوری چک           | |
| ۵۱°۰′ شمالی ۱۵°۶′ شرقی / ۵۱٫۰۰۰°شمالی ۱۵٫۱۰۰°شرقی    | لهستان              | حدود 3 km |
| ۵۱°۰′ شمالی ۱۵°۸′ شرقی / ۵۱٫۰۰۰°شمالی ۱۵٫۱۳۳°شرقی    | جمهوری چک           | حدود 3 km |
| ۵۱°۰′ شمالی ۱۵°۱۰′ شرقی / ۵۱٫۰۰۰°شمالی ۱۵٫۱۶۷°شرقی   | لهستان              | |
| ۵۱°۰′ شمالی ۲۳°۵۷′ شرقی / ۵۱٫۰۰۰°شمالی ۲۳٫۹۵۰°شرقی   | اوکراین             | |
| ۵۱°۰′ شمالی ۳۵°۲۰′ شرقی / ۵۱٫۰۰۰°شمالی ۳۵٫۳۳۳°شرقی   | روسیه               | |
| ۵۱°۰′ شمالی ۴۹°۱۹′ شرقی / ۵۱٫۰۰۰°شمالی ۴۹٫۳۱۷°شرقی   | قزاقستان            | |
| ۵۱°۰′ شمالی ۵۴°۱۱′ شرقی / ۵۱٫۰۰۰°شمالی ۵۴٫۱۸۳°شرقی   | روسیه               | |
| ۵۱°۰′ شمالی ۵۶°۲۹′ شرقی / ۵۱٫۰۰۰°شمالی ۵۶٫۴۸۳°شرقی   | قزاقستان            | حدود 10 km |
| ۵۱°۰′ شمالی ۵۶°۳۷′ شرقی / ۵۱٫۰۰۰°شمالی ۵۶٫۶۱۷°شرقی   | روسیه               | حدود 9 km |
| ۵۱°۰′ شمالی ۵۶°۴۵′ شرقی / ۵۱٫۰۰۰°شمالی ۵۶٫۷۵۰°شرقی   | قزاقستان            | |
| ۵۱°۰′ شمالی ۵۷°۱۸′ شرقی / ۵۱٫۰۰۰°شمالی ۵۷٫۳۰۰°شرقی   | روسیه               | |
| ۵۱°۰′ شمالی ۵۷°۴۵′ شرقی / ۵۱٫۰۰۰°شمالی ۵۷٫۷۵۰°شرقی   | قزاقستان            | |
| ۵۱°۰′ شمالی ۵۸°۳۶′ شرقی / ۵۱٫۰۰۰°شمالی ۵۸٫۶۰۰°شرقی   | روسیه               | |
| ۵۱°۰′ شمالی ۶۱°۳۰′ شرقی / ۵۱٫۰۰۰°شمالی ۶۱٫۵۰۰°شرقی   | قزاقستان            | |
| ۵۱°۰′ شمالی ۷۹°۵۳′ شرقی / ۵۱٫۰۰۰°شمالی ۷۹٫۸۸۳°شرقی   | روسیه               | |
| ۵۱°۰′ شمالی ۸۰°۲۸′ شرقی / ۵۱٫۰۰۰°شمالی ۸۰٫۴۶۷°شرقی   | قزاقستان            | |
| ۵۱°۰′ شمالی ۸۱°۵′ شرقی / ۵۱٫۰۰۰°شمالی ۸۱٫۰۸۳°شرقی    | روسیه               | |
| ۵۱°۰′ شمالی ۸۳°۷′ شرقی / ۵۱٫۰۰۰°شمالی ۸۳٫۱۱۷°شرقی    | قزاقستان            | حدود 5 km |
| ۵۱°۰′ شمالی ۸۳°۱۱′ شرقی / ۵۱٫۰۰۰°شمالی ۸۳٫۱۸۳°شرقی   | روسیه               | حدود 2 km |
| ۵۱°۰′ شمالی ۸۳°۱۳′ شرقی / ۵۱٫۰۰۰°شمالی ۸۳٫۲۱۷°شرقی   | قزاقستان            | حدود 15 km |
| ۵۱°۰′ شمالی ۸۳°۲۶′ شرقی / ۵۱٫۰۰۰°شمالی ۸۳٫۴۳۳°شرقی   | روسیه               | |
| ۵۱°۰′ شمالی ۸۰°۲۸′ شرقی / ۵۱٫۰۰۰°شمالی ۸۰٫۴۶۷°شرقی   | قزاقستان            | |
| ۵۱°۰′ شمالی ۹۷°۵۰′ شرقی / ۵۱٫۰۰۰°شمالی ۹۷٫۸۳۳°شرقی   | مغولستان            | |
| ۵۱°۰′ شمالی ۱۰۲°۱۵′ شرقی / ۵۱٫۰۰۰°شمالی ۱۰۲٫۲۵۰°شرقی | روسیه               | |
| ۵۱°۰′ شمالی ۱۱۹°۳۷′ شرقی / ۵۱٫۰۰۰°شمالی ۱۱۹٫۶۱۷°شرقی | چین                 | مغولستان داخلی هیلونگ‌جیانگ                                                                                          |
| ۵۱°۰′ شمالی ۱۲۷°۰′ شرقی / ۵۱٫۰۰۰°شمالی ۱۲۷٫۰۰۰°شرقی  | روسیه               | |
| ۵۱°۰′ شمالی ۱۴۰°۳۸′ شرقی / ۵۱٫۰۰۰°شمالی ۱۴۰٫۶۳۳°شرقی | تنگه تاتار          | |
| ۵۱°۰′ شمالی ۱۴۲°۱۴′ شرقی / ۵۱٫۰۰۰°شمالی ۱۴۲٫۲۳۳°شرقی | روسیه               | جزیرهٔ ساخالین |
| ۵۱°۰′ شمالی ۱۴۳°۳۶′ شرقی / ۵۱٫۰۰۰°شمالی ۱۴۳٫۶۰۰°شرقی | دریای اختسک         | |
| ۵۱°۰′ شمالی ۱۵۶°۴۶′ شرقی / ۵۱٫۰۰۰°شمالی ۱۵۶٫۷۶۷°شرقی | روسیه               | شبه‌جزیره کامچاتکا                                                                                                   |
| ۵۱°۰′ شمالی ۱۵۶°۵۱′ شرقی / ۵۱٫۰۰۰°شمالی ۱۵۶٫۸۵۰°شرقی | اقیانوس آرام        | گذرکردن از جنوب Amatignak Island, آلاسکا, ایالات متحده آمریکا · گذرکردن از شمال جزیره ونکوور, بریتیش کلمبیا, کانادا |
| ۵۱°۰′ شمالی ۱۲۷°۳۱′ غربی / ۵۱٫۰۰۰°شمالی ۱۲۷٫۵۱۷°غربی | کانادا              | بریتیش کلمبیا - passing through Revelstoke آلبرتا - passing through کالگری ساسکاچوان مانیتوبا انتاریو کبک           |
| ۵۱°۰′ شمالی ۵۸°۴۸′ غربی / ۵۱٫۰۰۰°شمالی ۵۸٫۸۰۰°غربی   | خلیج سنت لورنس      | |
| ۵۱°۰′ شمالی ۵۷°۳′ غربی / ۵۱٫۰۰۰°شمالی ۵۷٫۰۵۰°غربی    | کانادا              | نیوفاندلند و لابرادور - جزیرهٔ نیوفاندلند (جزیره)                                                                    |
| ۵۱°۰′ شمالی ۵۵°۵۰′ غربی / ۵۱٫۰۰۰°شمالی ۵۵٫۸۳۳°غربی   | اقیانوس اطلس        | گذرکردن از شمال Groais Island, نیوفاندلند و لابرادور, کانادا                                                        |
| ۵۱°۰′ شمالی ۴°۳۲′ غربی / ۵۱٫۰۰۰°شمالی ۴٫۵۳۳°غربی     | بریتانیا            | انگلستان |